# Ивановка (Ивановская сельская община, Тернопольская область)
Ивановка (укр. Іванівка) — село в Тернопольском районе Тернопольской области Украины. Административный центр Ивановской сельской общины.
До 2020 года входило в Теребовлянский район.
Население по переписи 2001 года составляло 1592 человека. Занимает площадь 4,594 км². Почтовый индекс — 48137. Телефонный код — 3551.